# John Lloyd (martire)
Giovanni Lloyd, in inglese John Lloyd (Brecknockshire, 1630 – Cardiff, 22 luglio 1679), è stato un presbitero gallese; martirizzato sotto Carlo II, è venerato come santo della Chiesa cattolica e ricordato come uno dei santi quaranta martiri di Inghilterra e Galles.

## Biografia

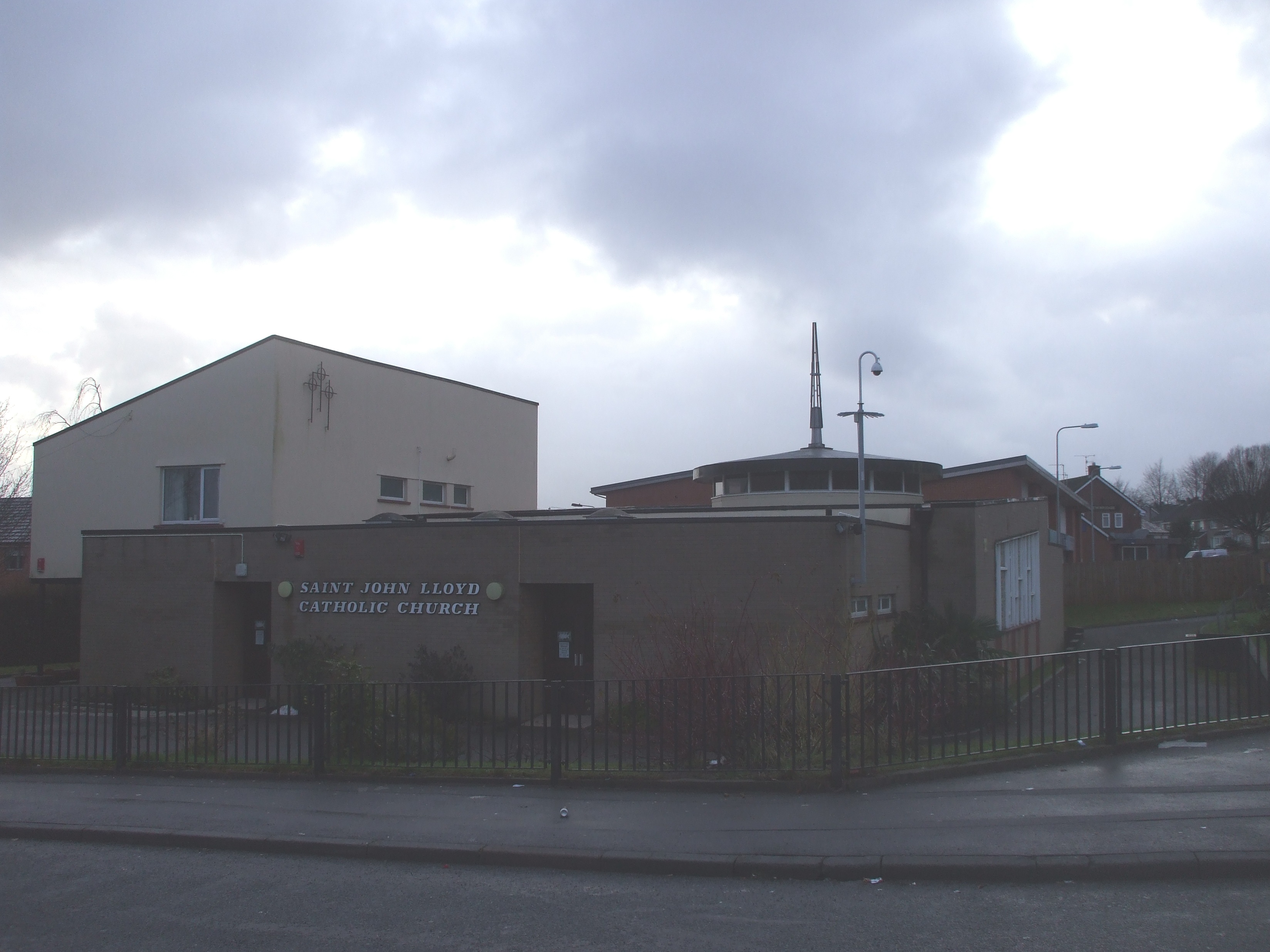
Chiesa intitolata a San John Lloyd. Cardiff.

Nacque nel 1630 nel Galles meridionale in una famiglia cattolica di cui facevano parte sacerdoti (come il fratello William) e suore (come la sorella Margaret, che morì a Parigi nel convento dell'Immacolata Concezione di Nostra Signora).
Dopo la scuola secondaria a Gand (nelle Fiandre), nel 1649 entrò nel Collegio inglese di Valladolid. Il 16 ottobre di quell'anno prestò il giuramento missionario. Completò il corso di studi in teologia e filosofia e ricevette l'ordinazione presbiterale a Valladolid il 7 giugno 1653. 
L'anno successivo venne inviato in missione nel Galles, per amministrare i sacramenti ed offrire assistenza religiosa ai cattolici. Riuscì a svolgere la sua missione per ventiquattro anni, pur essendo costantemente in fuga. Una delle case nelle quali era ospitato - e dove si nascondeva - era la fattoria di Walter James, nella contea di Monmouth: nel fabbricato sono visibili ancora oggi il nascondiglio e un camera usata come cappella per la celebrazione eucaristica. Nel novembre 1679, quando fu scatenata una feroce persecuzione anti-cattolica in seguito al cosiddetto «complotto papista», Giovanni divenne un ricercato. Fu arrestato il 20 novembre nella casa dell'amico John Tuberville, poi fu segregato nella prigione del castello di Cardiff. Il 4 dicembre fu rinchiuso nella sua cella anche il sacerdote gesuita Filippo Evans (oggi santo). I due strinsero una solida amicizia.
Al processo, che ebbe luogo il 5 maggio 1679, né lui né il confratello vennero accusati di essere stati membri della fantomatica congiura. Ciò non di meno Lloyd ed Evans furono accusati di essere sacerdoti cattolici, e perciò di aver violato le disposizioni di legge. Dichiarati colpevoli di alto tradimento, capo d'imputazione architettato ad hoc contro i cattolici, vennero condannati alla pena capitale.

L'esecuzione fu rimandata di alcune settimane. In quel periodo molte persone si recarono a visitare i due presbiteri in carcere e chiesero una benedizione. Essi esortarono quanti erano andati a salutarli ad essere costanti nella fede e pazienti nella sofferenza.
Il 22 luglio 1679 padre Giovanni e padre Filippo furono prelevati dalla loro cella e condotti a nord di Cardiff, presso il luogo dell'esecuzione. Dopo averlo abbracciato ed assolto il confratello, padre Lloyd dovette assistere al suo martirio, poi salì a sua volta sul patibolo. Tenne un breve discorso in cui chiese ai presenti di pregare per la sua anima. Quando gli fu messa la corda al collo si batté il petto tre volte dicendo in latino: «Signore, abbi pietà di me peccatore [...] Nelle tua mani rimetto il mio spirito». Poi fu impiccato, sventrato e squartato.
Anche il fratello William fu catturato e arrestato durante la furiosa persecuzione del novembre 1678. Condannato a morte, morì sei giorni prima dell'esecuzione a causa delle torture subite nella prigione di Brecon.

## Culto
Giovanni Lloyd venne dichiarato beato da papa Pio XI il 15 dicembre 1929 e fu canonizzato da Paolo VI il 25 ottobre 1970 nel novero dei Quaranta martiri inglesi e gallesi.
La sua memoria liturgica cade il 22 luglio.